# 2 euro commemorativi emessi nel 2023
| Immagine                                                      | Paese | Tema | Tiratura   | Emissione         |
| ------------------------------------------------------------- | --- | --- | ---------- | ----------------- |
| 2 euro commemorativo 2023 Francia olimpiadi                   | Francia | Sport: Pugile - Monumento: Pont Neuf 3ª moneta della serie dedicata alle Olimpiadi di Parigi 2024        | 250.000    | 10 gennaio 2023   |
| 2 euro commemorativo 2023 Francia olimpiadi                   | Descrizione: cento anni dopo i Giochi olimpici di Parigi 1924, la capitale francese ospiterà nuovamente i Giochi estivi nel 2024. A un anno dall'inizio dei Giochi olimpici la Monnaie de Paris prosegue le emissioni di monete celebrative per scandire il conto alla rovescia verso l'inizio dei giochi, con tematiche che illustrano il suo patrimonio culturale e quello di Parigi. I Giochi olimpici costituiscono un evento con eco internazionale, la cui intensità cresce gradualmente negli anni che ne precedono l'avvio, e al quale negli ultimi anni sono già state dedicate diverse monete commemorative da 2 euro. Il disegno della moneta raffigura la «seminatrice», figura nazionale e icona della numismatica francese, nell'atto di praticare il pugilato - precursore della boxe moderna - con riferimento ai Giochi olimpici dell'antichità. Sulla moneta la silhouette della seminatrice è rappresentata in primo piano davanti al Pont-Neuf e alla zona circostante, un'immagine classica dell'Ile de la Cité, elemento imprescindibile del panorama parigino. Sullo sfondo è rappresentata una pista di atletica in cui è inserito, sul lato destro, l'emblema di Parigi 2024. Sotto l'arco del ponte, sul parapetto e nella Senna figurano l'anno, l'acronimo RF e il marchio della zecca. Sull'anello esterno della moneta figurano le 12 stelle della bandiera dell'Unione europea. | |            |                   |
| 2 euro commemorativo 2023 Germania elba                       | Germania | Presidenza di Amburgo al Bundesrat: Elbphilharmonie 1ª moneta della II serie dedicata ai Länder tedeschi | 30.000.000 | 24 gennaio 2023   |
| 2 euro commemorativo 2023 Germania elba                       | Descrizione: il disegno rappresenta la sala da concerto Elbphilharmonie, il più recente tra gli edifici monumentali della città di Amburgo. La rappresentazione imponente e dettagliata della filarmonica con sullo sfondo il paesaggio urbano-marittimo della città rappresenta il Land di Amburgo in modo eccezionalmente convincente. Sulla parte sinistra della sezione interna della moneta figura la lettera «D», iniziale del paese di emissione (Deutschland - Germania), l'anno di emissione «2023» e il marchio della zecca corrispondente («A», «D», «F», «G» o «J»). A destra sono riportate le iniziali dell'artista, mentre nella parte inferiore figura l'iscrizione «HAMBURG». Sull’anello esterno della moneta figurano le 12 stelle della bandiera dell’Unione europea. | |            |                   |
| 2 euro commemorativo 2023 slovacchia trasfusione              | Slovacchia | 100º anniversario della prima trasfusione sanguigna in Slovacchia                                        | 1.000.000  | 2 marzo 2023      |
| 2 euro commemorativo 2023 slovacchia trasfusione              | Descrizione: il disegno rappresenta una croce equilaterale come simbolo internazionalmente riconosciuto di assistenza medica, speranza e umanità. In ciascun braccio della croce è iscritto uno dei quattro gruppi sanguigni: A, B, 0 e AB. Nella croce sono raffigurate altre due croci equilatere, una all'interno dell'altra, con al centro dell'immagine una goccia di sangue. Intorno alla croce centrale sono rappresentate le parti inferiori di otto provette contenenti ognuna una goccia stilizzata di sangue. Tra ciascuna provetta è riportata, in rilievo, una goccia di sangue. Nella parte inferiore della moneta, a destra della provetta, figurano le iniziali stilizzate «MP» di Mária Poldaufová, l'autrice della faccia nazionale della moneta; a sinistra figura invece il marchio della zecca di Kremnica (Mincovňa Kremnica), costituito dalle lettere «MK» poste tra due conii. Gran parte del bordo interno della moneta è occupato dall'iscrizione «PRVÁ TRANSFÚZIA KRVI 1923 – 2023» (ovvero «prima trasfusione di sangue»). Lungo la parte inferiore del bordo figura il nome del paese di emissione «SLOVENSKO», separato dall'iscrizione mediante un punto su entrambi i lati. Sull'anello esterno della moneta figurano le 12 stelle della bandiera dell'Unione europea. | |            |                   |
| 2 euro commemorativo 2023 lituania ucraina                    | Lituania | Solidarietà all'Ucraina                                                                                  | 500.000    | 16 marzo 2023     |
| 2 euro commemorativo 2023 lituania ucraina                    | Descrizione: il disegno raffigura un girasole stilizzato al centro, con petali rivolti verso sagome di persone che tengono per mano, si abbracciano, si proteggono a vicenda, incarnando l'unità, il sostegno e il potere dello stare insieme. Il girasole rappresenta artisticamente il sole che sorge, la speranza di un nuovo inizio, gli uccelli, la libertà, la speranza e il coraggio, simboleggiando le persone che riescono a sormontare le circostanze, senza accettare imposizioni, allusione a coloro che hanno sacrificato la propria vita e alle loro anime che si allontanano. La composizione è circondata dalle iscrizioni «LIETUVA» (LITUANIA), «KARTU SU UKRAINA» (AL FIANCO DELL'UCRAINA), dall'anno di emissione «2023» e dal marchio della zecca lituana. La moneta è stata disegnata da Eglė Žemaitė. Sull'anello esterno della moneta figurano le 12 stelle della bandiera dell'Unione europea. | |            |                   |
| 2 euro commemorativo 2023 Italia aeronautica                  | Italia | 100º anniversario dell'Aeronautica Militare                                                              | 3.000.000  | 21 marzo 2023     |
| 2 euro commemorativo 2023 Italia aeronautica                  | Descrizione: il disegno presenta una riproduzione del logo del centenario dell'Aeronautica Militare. A sinistra, la lettera «R» identifica la Zecca di Roma; in alto l'acronimo RI sta per «Repubblica italiana»; in basso figura l'iscrizione ad arco «AERONAUTICA MILITARE»; e a sinistra «VdS», iniziali del disegnatore Valerio de Seta. Sullo sfondo è stata raffigurata una scia che rappresenta il fumo emesso dagli aerei, essa ricopre la superficie che separa due tipi di aerei militari; uno più antico (in basso a sinistra) e uno moderno (in alto a destra). Sull'anello esterno della moneta figurano le 12 stelle della bandiera dell'Unione europea. | |            |                   |
| 2 euro commemorativo 2023 Finlandia natura                    | Finlandia | 100º anniversario dall'emanazione della prima legge finlandese per la protezione della natura            | 400.000    | 21 marzo 2023     |
| 2 euro commemorativo 2023 Finlandia natura                    | Descrizione: il tema della moneta è un coleottero stilizzato. In alto in semicerchio è presente la dicitura «CONSERVAZIONE DELLA NATURA» in finlandese mentre in basso in semicerchio figurano la medesima dicitura in svedese e l'anno di emissione «2023». Nella parte interna della moneta il lato destro reca la dicitura «FI», mentre quello sinistro riporta il marchio della zecca finlandese. Sull'anello esterno della moneta figurano le 12 stelle della bandiera dell'Unione europea. | |            |                   |
| 2 euro commemorativo 2023 Spagna caceres                      | Spagna | Città vecchia di Cáceres 14ª moneta della serie dedicata ai siti spagnoli patrimonio dell'umanità UNESCO | 1.000.000  | 28 marzo 2023     |
| 2 euro commemorativo 2023 Spagna caceres                      | Descrizione: la città vecchia di Cáceres è un agglomerato urbano situato nella comunità autonoma dell'Estremadura, a ovest della penisola iberica. È stata iscritta nell'elenco dei siti del patrimonio mondiale per l'unicità delle sue caratteristiche storiche, che (dal Medioevo al periodo classico) presentano tracce di influenze molto diverse e contraddittorie, come il gotico nordico, il mondo islamico, il Rinascimento italiano e le arti del Nuovo Mondo. Il disegno raffigura una vista panoramica del complesso monumentale, in particolare della piazza principale. In alto figurano la parola «ESPAÑA» in lettere maiuscole e il millesimo «2023». Sempre in alto, a destra, è riportato il marchio della zecca. In basso in lettere maiuscole è presente la parola «CÁCERES». Sull'anello esterno della moneta figurano le 12 stelle della bandiera dell'Unione europea. | |            |                   |
| 2 euro commemorativo 2023 Germania carlomagno                 | Germania | 1275º anniversario della nascita di Carlomagno                                                           | 20.000.000 | 30 marzo 2023     |
| 2 euro commemorativo 2023 Germania carlomagno                 | Descrizione: il disegno combina due elementi dell'epoca: il monogramma personale di Carlomagno e l'ottagono della cattedrale di Aquisgrana. I due motivi sono sapientemente fusi in una pregevole opera d'arte. La forza del disegno risiede nella sua qualità dinamica e tridimensionale. Nel complesso, si tratta di un omaggio innovativo a una figura di spicco della storia europea. Nell'anello interno della moneta figura in alto l'iscrizione «KARL DER GROßE» («Carlomagno») e nella parte inferiore l'anno di emissione «2023», gli anni «748–814», la lettera «D», iniziale del paese di emissione (Deutschland - Germania), il marchio della zecca corrispondente («A», «D», «F», «G» o «J») e le iniziali dell'artista («TW»). Sull’anello esterno della moneta figurano le 12 stelle della bandiera dell’Unione europea. | |            |                   |
| 2 euro commemorativo 2023 Lussemburgo comitato                | Lussemburgo | 25º anniversario dell'ammissione del granduca Enrico a membro del Comitato Olimpico Internazionale       | 133.500    | 24 aprile 2023    |
| 2 euro commemorativo 2023 Lussemburgo comitato                | Descrizione: il disegno raffigura l'effigie del Granduca Henri con lo sguardo rivolto a destra verso il numero «25». Vicino all'effigie sono raffigurati vari pittogrammi che simboleggiano discipline olimpiche. Sotto l'effigie il disegno è arricchito da tre cerchi intersecati. In basso a destra è riportata la frase «MEMBER VUM INTERNATIONALEN OLYMPESCHE KOMMITEE». A sinistra sono rappresentati il nome del paese «LËTZEBUERG» e il testo «GROUSSHERZOG HENRI». Sull'anello esterno della moneta figurano le 12 stelle della bandiera dell'Unione europea. | |            |                   |
| 2 euro commemorativo 2023 Lussemburgo camera&cost             | Lussemburgo | 175º anniversario della Camera dei deputati e della Costituzione del Lussemburgo                         | 133.500    | 24 aprile 2023    |
| 2 euro commemorativo 2023 Lussemburgo camera&cost             | Descrizione: il disegno raffigura, sul lato sinistro, l'effigie del Granduca Henri e, sul lato destro, l'edificio della Camera dei deputati. L'anno «1848» e il testo «Chambre des députés» figurano sopra l'edificio e alla sua destra. In basso al centro sono rappresentati il nome del paese di emissione «LUXEMBOURG» e la data di emissione «2023». Sull’anello esterno della moneta figurano le 12 stelle della bandiera dell’Unione europea. | |            |                   |
| 2 euro commemorativo 2023 san marino perugino                 | San Marino | 500º anniversario della scomparsa del Perugino                                                           | 56.000     | 27 aprile 2023    |
| 2 euro commemorativo 2023 san marino perugino                 | Descrizione: il disegno presenta al centro la Madonna con Gesù bambino, un particolare del dipinto del Perugino «Madonna col Bambino in trono tra i santi Giovanni Battista e Sebastiano», conservato presso le Gallerie degli Uffizi (Firenze). Sul lato sinistro figurano l'iscrizione «PERUGINO», le date «1523» e «2023» e il marchio della zecca «R». Sul lato destro figura il nome del paese di emissione «SAN MARINO» e, in basso a destra, le iniziali dell'autrice Maria Angela Cassol (MAC). Sull'anello esterno della moneta figurano le 12 stelle della bandiera dell'Unione europea. | |            |                   |
| 2 euro commemorativo 2023 estonia rondine                     | Estonia | L'uccello nazionale estone – la rondine comune                                                           | 1.000.000  | 12 maggio 2023    |
| 2 euro commemorativo 2023 estonia rondine                     | Descrizione: Il disegno raffigura la silhouette di una rondine con in alto a destra a semicerchio il testo «HIRUNDO RUSTICA» («rondine comune» in latino). In basso è riportato il nome del paese di emissione «EESTI» e, sotto, l'anno di emissione «2023». Sull'anello esterno della moneta figurano le 12 stelle della bandiera dell'Unione europea. | |            |                   |
| 2 euro commemorativo 2023 Italia Manzoni                      | Italia | 150º anniversario della scomparsa di Alessandro Manzoni                                                  | 3.000.000  | 21 maggio 2023    |
| 2 euro commemorativo 2023 Italia Manzoni                      | Descrizione: il disegno raffigura il ritratto a mezzo busto di Alessandro Manzoni, ispirato all'immagine dello scrittore italiano raffigurata sulla banconota da 100.000 lire emessa nel 1967. A sinistra «RI», acronimo della Repubblica italiana, le date «1873-2023», rispettivamente l'anno di morte dello scrittore e l'anno di emissione della moneta, e l'iscrizione ad arco «ALESSANDRO MANZONI». A destra sono riportate le lettere «R», identificativo della Zecca di Roma, e «AV», iniziali del disegnatore Antonio Vecchio. Sull'anello esterno della moneta figurano le 12 stelle della bandiera dell'Unione europea. | |            |                   |
| 2 euro commemorativo 2023 lettonia ucraina                    | Lettonia | Slava Ukraini                                                                                            | 415.000    | 30 maggio 2023    |
| 2 euro commemorativo 2023 lettonia ucraina                    | Descrizione: il disegno rappresenta un girasole, uno dei simboli nazionali dell'Ucraina, paese che figura tra i principali produttori e esportatori di olio di girasole al mondo. Dall'inizio della guerra in Ucraina, il girasole è diventato un simbolo globale della pace. I girasoli sono stati utilizzati come simbolo di pace per la prima volta nell'estate del 1996, anno in cui furono piantati in una base militare nei pressi di Pervomaysk, a circa 155 miglia a sud della capitale Kiev. Oggi i girasoli sono utilizzati come simbolo della pace e del sostegno all'Ucraina in tutto il mondo. nella parte superiore della moneta, in semicerchio, figura la dicitura "SLAVA UKRAINAI!" (Gloria all'Ucraina) e in basso, in semicerchio, il nome del paese di emissione "LATVIJA" seguito dall'anno di emissione "2023". Autore del disegno è l'artista lettone Krišs Salmanis. Sull'anello esterno della moneta figurano le 12 stelle della bandiera dell'Unione europea. | |            |                   |
| 2 euro commemorativo 2023 monaco ranieri                      | Monaco | 100º anniversario della nascita del principe Ranieri III                                                 | 25.000     | 1º giugno 2023    |
| 2 euro commemorativo 2023 monaco ranieri                      | Descrizione: il disegno raffigura un ritratto del Principe Ranieri III. Nella parte superiore della moneta, in semicerchio, figura il nome del paese di emissione "MONACO" seguito dall'anno di emissione "2023". Nella parte inferiore della moneta è riportata l'iscrizione "RAINIER III" seguita dalla data " 31 MAI 1923 ". Sull'anello esterno della moneta figurano le 12 stelle della bandiera dell'Unione europea. | |            |                   |
| 2 euro commemorativo 2023 vaticano perugino                   | Vaticano | 500º anniversario della scomparsa del Perugino                                                           | 82.500     | 20 giugno 2023    |
| 2 euro commemorativo 2023 vaticano perugino                   | Descrizione: il disegno raffigura il ritratto del Perugino e un particolare del Battesimo di Cristo, un affresco della Cappella Sistina in Vaticano. Nella parte superiore destra della moneta è riportata in semicerchio l'iscrizione «CITTÀ DEL VATICANO». Nella parte inferiore figura il nome dell'artista «PERUGINO», sotto il quale sono riportate le date «1523-2023». A sinistra figura il marchio della zecca «R». Sull'anello esterno della moneta figurano le 12 stelle della bandiera dell'Unione europea. | |            |                   |
| 2 euro commemorativo 2023 Belgio art                          | Belgio | Art Nouveau in Belgio                                                                                    | 155.000    | 20 giugno 2023    |
| 2 euro commemorativo 2023 Belgio art                          | Descrizione: il disegno raffigura un particolare decorativo della facciata dell'«Hotel Van Eetvelde», un'iconica abitazione cittadina progettata a Bruxelles dall'architetto belga dell'Art Nouveau Victor Horta e riconosciuta patrimonio mondiale dell'UNESCO. Le linee curve asimmetriche di questo particolare decorativo riflettono lo stile caratteristico del movimento Art Nouveau che si ispirava alla natura. Il particolare figura nella metà inferiore della moneta mentre nella parte superiore è riportata esclusivamente la scritta «ART NOUVEAU». Nella parte destra della moneta sono riportate le iniziali della disegnatrice Iris Bruijns. Poiché le monete saranno coniate dalla zecca olandese, nella parte sinistra della moneta figurano il caduceo, segno della zecca di Utrecht, il segno del direttore della zecca del Belgio, un aster davanti a un matraccio di Erlenmeyer, l'acronimo del paese BE e l'anno 2023. Sull'anello esterno della moneta figurano le 12 stelle della bandiera dell'Unione europea. | |            |                   |
| 2 euro commemorativo 2023 Irlanda 50 anni                     | Irlanda | 50º anniversario di appartenenza dell'Irlanda all'Unione europea                                         | 500.000    | 22 giugno 2023    |
| 2 euro commemorativo 2023 Irlanda 50 anni                     | Descrizione: il disegno raffigura una modifica del logo del programma «UE50» utilizzato dai dipartimenti governativi per promuovere eventi commemorativi del 50º anniversario dell'adesione dell'Irlanda all'UE. Il nome del paese di emissione «ÉIRE» è inserito sopra il logo. L'anno «1973» indica l'anno di adesione dell'Irlanda all'UE e il «2023» l'anno di emissione della moneta. Sull'anello esterno della moneta figurano le 12 stelle della bandiera dell'Unione europea. | |            |                   |
| 2 euro commemorativo 2023 Grecia Callas                       | Grecia | 100º anniversario della nascita di Maria Callas                                                          | 750.000    | 27 giugno 2023    |
| 2 euro commemorativo 2023 Grecia Callas                       | Descrizione: il disegno raffigura un ritratto del leggendario soprano greco Maria Callas. Lungo il bordo interno a sinistra è riportata la dicitura «100 ΧΡΟΝΙΑ ΑΠΟ ΤΗ ΓΕΝΝΗΣΗ ΤΗΣ ΜΑΡΙΑΣ ΚΑΛΛΑΣ» (100 ANNI DALLA NASCITA DI MARIA CALLAS), mentre a destra figurano l'anno di conio «2023» e una palmetta (marchio della zecca di Grecia); sotto il ritratto figura l'iscrizione «ΕΛΛΗΝΙΚΗ ΔΗΜΟΚΡΑΤΙΑ» (Repubblica ellenica). Sull’anello esterno della moneta figurano le 12 stelle della bandiera dell’Unione europea. | |            |                   |
| 2 euro commemorativo 2023 Spagna consiglio                    | Spagna | Presidenza spagnola del Consiglio dell'Unione Europea                                                    | 1.500.000  | 3 luglio 2023     |
| 2 euro commemorativo 2023 Spagna consiglio                    | Descrizione: il disegno presenta due immagini. La prima raffigura il logo della presidenza spagnola del Consiglio dell'UE. Intorno al logo figurano le iscrizioni: «ESPAÑA 2023 – PRESIDENCIA ESPAÑOLA» e «CONSEJO DE LA UNION EUROPEA» (Spagna 2023 – Presidenza spagnola e Consiglio dell'Unione europea). La seconda immagine, nella parte inferiore della moneta, rappresenta il marchio della zecca, la Fabrica Nacional de Moneda y Timbre Real Casa de la Moneda, una «M» su cui è posta una corona. Sull'anello esterno della moneta figurano le 12 stelle della bandiera dell'Unione europea. | |            |                   |
| 2 euro commemorativo 2023 Francia rugby                       | Francia | Coppa del Mondo di rugby - Francia 2023                                                                  | 15.000.000 | 4 luglio 2023     |
| 2 euro commemorativo 2023 Francia rugby                       | Descrizione: in occasione della coppa del mondo di rugby, organizzata in Francia, la Monnaie de Paris celebra questo sport e la manifestazione che vedrà sfidarsi squadre provenienti da 20 nazioni. Il disegno rappresenta un giocatore di rugby stilizzato nell'atto di passare la palla. Il campo di rugby che figura sullo sfondo è il globo terrestre sul quale sono piantati i pali della porta e che fa parte di una immaginaria galassia del rugby in cui gli altri pianeti hanno forma ovale. L'emblema della competizione figura vicino al giocatore mentre il nome della manifestazione circonda il disegno. Il nome del paese di emissione «RF», il segno della zecca e il segno del direttore della zecca sono riportati destra sotto l'immagine. A sinistra figurano il nome della manifestazione, quello del paese di emissione «FRANCE» e l'anno «2023». Il nome della competizione, che circonda il disegno, come pure la menzione «RF» figurano nel logo ufficiale della manifestazione (in cui è rappresentato il nastro di Möbius). Sull’anello esterno della moneta figurano le 12 stelle della bandiera dell’Unione europea. | |            |                   |
| 2 euro commemorativo 2023 Portogallo gmg                      | Portogallo | Giornata mondiale della gioventù 2023                                                                    | 1.015.000  | 19 luglio 2023    |
| 2 euro commemorativo 2023 Portogallo gmg                      | Descrizione: la giornata mondiale della gioventù (WYD) si è tenuta a Lisbona nell'agosto 2023. La giornata mondiale della gioventù è un evento di portata mondiale in cui centinaia di migliaia di giovani incontrano il Papa e loro coetanei che condividono gli stessi principi universali di pace, unione e fraternità in tutto il mondo. Il disegno raffigura la «croce del pellegrino» circondata da una serie di figure dalle sembianze umane di diverse dimensioni e consistenza. Nella parte inferiore della moneta sono riprodotte due mani che abbracciano la figura in un gesto che simboleggia l'inclusione e l'universalità proprie di questo incontro. Sul bordo superiore della moneta figurano le seguenti due iscrizioni: «JORNADA MUNDIAL DA JUVENTUDE» (portoghese per GIORNATA MONDIALE DELLA GIOVENTÙ) e «LISBOA 2023». Sul bordo inferiore della moneta, figurano lo stemma del Portogallo, l'iscrizione «PORTUGAL», il marchio della zecca «CASA DA MOEDA» (il nome della zecca portoghese) e il nome del disegnatore «JOÃO DUARTE». Sull'anello esterno della moneta figurano le 12 stelle della bandiera dell'Unione europea. | |            |                   |
| 2 euro commemorativo 2023 Finlandia sociosanitario            | Finlandia | Servizio socio-sanitario finlandese                                                                      | 400.000    | 7 agosto 2023     |
| 2 euro commemorativo 2023 Finlandia sociosanitario            | Descrizione: il disegno raffigura una mappa stilizzata della Finlandia. Il lato sinistro reca la dicitura «BENESSERE» in finlandese e svedese. L'anno di emissione «2023» è riportato nella parte sinistra (ma molto vicino al centro) della moneta. In basso, figura l'indicazione del paese di emissione «FI». Sul lato destro figura il marchio della zecca finlandese. Sull’anello esterno della moneta figurano le 12 stelle della bandiera dell’Unione europea. | |            |                   |
| 2 euro commemorativo 2023 san marino signorelli               | San Marino | 500º anniversario della scomparsa di Luca Signorelli                                                     | 56.000     | 5 settembre 2023  |
| 2 euro commemorativo 2023 san marino signorelli               | Descrizione: nel centro del disegno è raffigurato un angelo, particolare del dipinto «Il Paradiso» di Luca Signorelli, conservato nella cappella di San Brizio nel Duomo di Orvieto. A sinistra figura la lettera R simbolo della zecca di Roma. A semicerchio in basso a sinistra è riportato il cognome dell'artista «SIGNORELLI». A destra figura il nome del paese di emissione «SAN MARINO» e in alto gli anni «1523-2023». Nella parte inferiore della moneta sono riportate le iniziali dell'autrice Marta Bonifacio (MB). Sull'anello esterno della moneta figurano le 12 stelle della bandiera dell'Unione europea. | |            |                   |
| 2 euro commemorativo 2023 malta copernico                     | Malta | 550º anniversario della nascita di Niccolò Copernico                                                     | 90.500     | 14 settembre 2023 |
| 2 euro commemorativo 2023 malta copernico                     | Descrizione: il disegno raffigura un ritratto di profilo di Copernico, insieme a una rappresentazione stilizzata della visione eliocentrica dell'universo, quale proposta dallo scienziato. In alto a sinistra figura l'iscrizione «NICOLAUS COPERNICUS 1473-1543» e in basso a sinistra il nome del paese di emissione «MALTA», seguito dall'anno di emissione «2023». Sempre nella parte inferiore figura l'iscrizione «FUSCO» (cognome dell'autrice Daniela Fusco). Sull'anello esterno della moneta figurano le 12 stelle della bandiera dell'Unione europea. | |            |                   |
| 2 euro commemorativo 2023 malta francesi                      | Malta | 225º anniversario dell'arrivo dei francesi a Malta                                                       | 80.500     | 14 settembre 2023 |
| 2 euro commemorativo 2023 malta francesi                      | Descrizione: nel giugno 1798 Napoleone Bonaparte pose fine al dominio dell'ordine di San Giovanni a Malta. Durante la sua breve permanenza a Malta Napoleone istituì un governo repubblicano e realizzò una profonda riforma delle leggi e delle istituzioni maltesi. Tra l'altro furono aboliti la schiavitù e i privilegi nobiliari. Fu sancita la laicità dello stato e venne chiuso il Tribunale dell'Inquisizione. All'epoca tali riforme di vasta portata non furono accettate di buon grado da tutti i maltesi e non passò molto tempo prima che vi si ribellassero. Il disegno presenta una personificazione della Repubblica francese quale era raffigurata sulle intestazioni ufficiali del periodo. Sul lato sinistro figura l'iscrizione «225th ANNIVERSARY», seguita in alto a destra, in semicerchio, dall'iscrizione «ARRIVAL OF THE FRENCH IN MALTA». Nella parte inferiore della moneta è riportato l'anno di emissione «2023». A sinistra e a destra dell'immagine figurano, rispettivamente, le parole «Liberté» (libertà) e «Egalité» (uguaglianza). Nella parte superiore, a sinistra dell'iscrizione «Egalité», sono riportati gli anni «1798-2023». Sull'anello esterno della moneta figurano le 12 stelle della bandiera dell'Unione europea. | |            |                   |
| 2 euro commemorativo 2023 Croazia euro                        | Croazia | Introduzione dell'euro, come moneta ufficiale della Croazia                                              | 250.000    | 15 settembre 2023 |
| 2 euro commemorativo 2023 Croazia euro                        | Descrizione: il disegno presenta in orizzontale il nome del paese di emissione «HRVATSKA» (Croazia) e l'anno di emissione «2023» e, lungo il bordo esterno della moneta, la dizione «ČLANICA EUROPODRUČJA» («membro dell'area dell'euro»). Le iscrizioni rappresentano in forma stilizzata il simbolo dell'euro «€». L'altro motivo centrale della moneta è il simbolo distintivo e riconoscibile della Croazia, la scacchiera che rappresenta parte dello stemma della Repubblica di Croazia. Sull'anello esterno della moneta figurano le 12 stelle della bandiera dell'Unione europea. | |            |                   |
| 2 euro commemorativo 2023 Grecia Caratheodory                 | Grecia | 150º anniversario della nascita di Constantin Carathéodory                                               | 750.000    | 28 settembre 2023 |
| 2 euro commemorativo 2023 Grecia Caratheodory                 | Descrizione: il disegno raffigura un ritratto del matematico greco Constantinos Carathéodory. Lungo il bordo interno a sinistra è riportata la dicitura «ΚΩΝΣΤΑΝΤΙΝΟΣ ΚΑΡΑΘΕΟΔΩΡΗ 1873-1950», mentre a destra figurano l'anno di conio «2023» e una palmetta (marchio della zecca di Grecia); sotto il ritratto figura l'iscrizione «ΕΛΛΗΝΙΚΗ ΔΗΜΟΚΡΑΤΙΑ» (Repubblica ellenica). Sull’anello esterno della moneta figurano le 12 stelle della bandiera dell’Unione europea. | |            |                   |
| 2 euro commemorativo 2023 cipro banca                         | Cipro | 60º anniversario della fondazione della banca centrale di Cipro                                          | 400.000    | 2 ottobre 2023    |
| 2 euro commemorativo 2023 cipro banca                         | Descrizione: il disegno raffigura due chiavi inglesi poste sopra un microchip a simboleggiare la stabilità dell'economia nella moderna era industriale e digitale garantita dalla Banca Centrale di Cipro, che festeggia i 60 anni dalla fondazione. Nella parte inferiore della moneta figurano i due nomi del paese «ΚYΠΡΟΣ KIBRIS» e le date «1963-2023». Nella parte interna della faccia nazionale della moneta figura inoltre l'iscrizione «60 ΧΡOΝΙΑ ΑΠO ΤΗΝ IΔΡΥΣΗ ΤΗΣ ΚΕΝΤΡΙKHΣ ΤΡAΠΕΖΑΣ ΤΗΣ ΚYΠΡΟΥ» («60 anni dalla fondazione della Banca Centrale di Cipro»). Sull'anello esterno della moneta figurano le 12 stelle della bandiera dell'Unione europea. | |            |                   |
| 2 euro commemorativo 2023 slovacchia posta                    | Slovacchia | 200º anniversario del servizio postale espresso Vienna - Bratislava                                      | 1.000.000  | 11 ottobre 2023   |
| 2 euro commemorativo 2023 slovacchia posta                    | Descrizione: la rappresentazione simbolica del servizio di corriere espresso tra Vienna e Bratislava presenta una carrozza trainata da cavalli in rapido movimento con, al centro, un inserto rettangolare contenente un corno postale. Sotto l'immagine figura l'anno «1823», data di inizio del servizio di corriere espresso, e sotto la data sono riportati, in slovacco e sovrapposti, i nomi delle due città: «VIEDEŇ» e «BRATISLAVA». Nella parte inferiore del cerchio interno della moneta figura l'anno di emissione «2023», separato con una linea orizzontale dal testo sopracitato. Il nome del paese di emissione «SLOVENSKO» è riportato lungo il bordo superiore del disegno. A destra della carrozza figura il marchio della zecca di Kremnica (Mincovňa Kremnica), costituito dalle lettere «MK» poste tra due conii. Al di sotto del marchio figurano le iniziali stilizzate «MP» della disegnatrice della faccia nazionale, Mária Poldaufová. Sull'anello esterno della moneta figurano le 12 stelle della bandiera dell'Unione europea. | |            |                   |
| 2 euro commemorativo 2023 Belgio suffragio                    | Belgio | 75º anniversario del suffragio femminile in Belgio                                                       | 130.000    | 25 ottobre 2023   |
| 2 euro commemorativo 2023 Belgio suffragio                    | Descrizione: Il disegno raffigura al centro un'urna e una scheda elettorali con una matita che simboleggia l'espressione del voto. All'urna colorata si sovrappone il simbolo di Venere (il simbolo di genere per donna/femminile). Nella parte inferiore sinistra, accanto alla figura principale, è riportata l'iscrizione «75 JAAR ANS». Intorno all'immagine centrale figurano inoltre le seguenti iscrizioni in neerlandese e francese: «ALGEMEEN VROUWENKIESRECHT» — «SUFFRAGE UNIVERSEL FÉMININ». Nella parte inferiore della moneta figurano le iniziali della disegnatrice Iris Bruijns. Poiché le monete saranno coniate dalla zecca olandese, nella parte destra della moneta figurano il caduceo, segno della zecca di Utrecht, il marchio del direttore della Zecca del Belgio, un aster davanti a un matraccio di Erlenmeyer, l'acronimo del paese BE e l'anno 2023. Sull'anello esterno della moneta figurano le 12 stelle della bandiera dell'Unione europea. | |            |                   |
| 2 euro - 150th Anniversary of the death of Alessandro Manzoni | Vaticano | 150º anniversario della scomparsa di Alessandro Manzoni                                                  | 82.500     | 27 ottobre 2023   |
| 2 euro - 150th Anniversary of the death of Alessandro Manzoni | Descrizione: il disegno raffigura il ritratto di Manzoni, una penna e l'inizio del suo capolavoro, «I promessi sposi». Nella parte superiore della moneta, da sinistra a destra, è riportata in semicerchio l'iscrizione «CITTÀ DEL VATICANO». Nella parte inferiore figura il nome dell'artista «Alessandro Manzoni», sotto il quale sono riportate le date «1873-2023». A sinistra figura il marchio della zecca «R». Sull'anello esterno della moneta figurano le 12 stelle della bandiera dell'Unione europea. | |            |                   |
| 2 euro - Peace Among Nations                                  | Portogallo | Pace tra le nazioni                                                                                      | 1.015.000  | 15 novembre 2023  |
| 2 euro - Peace Among Nations                                  | Descrizione: la moneta è dedicata alla pace tra le nazioni e alla coesistenza pacifica e reciprocamente vantaggiosa. La ricerca della pace deve andare di pari passo con uno sforzo collettivo verso uno scopo comune. Nell'attuale contesto geopolitico fortemente polarizzato questa moneta vuole contribuire a ricordare la necessità urgente di proteggere questo bene inestimabile che è la pace. Il disegno visualizza a raggio la parola "PAZ" (PACE) nelle 16 lingue ufficiali parlate nei 20 paesi che, a gennaio 2023, facevano parte della zona euro. L'iscrizione in alto reca la dicitura "PORTUGAL", seguita dall'anno di emissione "2023" in alto a destra; in alto a sinistra figura il nome del disegnatore "José S. Teixeira" e a sinistra il marchio della zecca "CASA DA MOEDA", il nome della zecca portoghese. Sull'anello esterno della moneta figurano le 12 stelle della bandiera dell'Unione europea. | |            |                   |
| 2 euro commemorativo 2023 andorra ONU.webp                    | Andorra | 30º anniversario dell'ingresso di Andorra nell'ONU                                                       | 70.000     | 27 novembre 2023  |
| 2 euro commemorativo 2023 andorra ONU.webp                    | Descrizione: le Nazioni Unite sono rappresentate da due elementi simbolici: due corone di alloro e un globo, che rappresenta lo zero del numero 30 con l'iscrizione ANYS (anni), sotto la quale è riportato l'anno 2023. Nella parte superiore del disegno figurano lo stemma di Andorra e l'iscrizione «ANDORRA MEMBRE DE LES NACIONS UNIDES» (Andorra membro delle Nazioni Unite). Sull'anello esterno della moneta figurano le 12 stelle della bandiera dell'Unione europea. | |            |                   |
| 2 euro commemorativo 2023 andorra summer                      | Andorra | Feste del fuoco del solstizio d'estate nei Pirenei                                                       | 70.000     | 27 novembre 2023  |
| 2 euro commemorativo 2023 andorra summer                      | Descrizione: nel 2015 i festival del solstizio d'estate sono stati inseriti nella lista rappresentativa del patrimonio culturale immateriale dell'umanità dell'UNESCO. Si tratta di feste tradizionali e popolari che si celebrano ogni anno in tutta Andorra. Il disegno riproduce una figura umana, denominata «fallaire», che indossa un cappuccio tradizionale e traccia un cerchio di fuoco con la «falla». Si tratta dell'elemento principale del festival costituito da cortecce di alberi che, una volta illuminate, sono roteate in modo energico, creando grandi cerchi di fuoco. La composizione grafica delle linee sullo sfondo del disegno rappresenta il solstizio estivo con il nome del paese di emissione «ANDORRA» e l'anno «2023». Sull'anello esterno della moneta figurano le 12 stelle della bandiera dell'Unione europea. | |            |                   |
| 2 euro commemorativo 2023 Slovenia plemelj                    | Slovenia | 150º anniversario della nascita di Josip Plemelj                                                         | 1.000.000  | 19 dicembre 2023  |
| 2 euro commemorativo 2023 Slovenia plemelj                    | Descrizione: il disegno visualizza parti dell'equazione che Josip Plemelj riuscì (per primo al mondo) a risolvere. Numeri e simboli ruotano su circonferenze che rappresentano la rotazione del pianeta e lo spostamento nello spazio e compongono in un tutto singoli elementi altrimenti non risolvibili. In questo modo il disegno raffigura i due ambiti in cui fu attivo Josip Plemelj, vale a dire la matematica e l'astronomia. Nel disegno sono integrati l'iscrizione «JOSIP PLEMELJ 1873», il nome del paese di emissione «SLOVENIJA» e l'anno di emissione «2023». Sull'anello esterno della moneta figurano le 12 stelle della bandiera dell'Unione europea. | |            |                   |